# Municipio de Lake Town
El municipio de Lake Town (en inglés: Lake Town Township) es un municipio ubicado en el condado de Barnes en el estado estadounidense de Dakota del Norte. En el año 2010 tenía una población de 39 habitantes y una densidad poblacional de 0,42 personas por km².

## Geografía
El municipio de Lake Town se encuentra ubicado en las coordenadas 47°12′16″N 98°16′44″O / 47.20444, -98.27889. Según la Oficina del Censo de los Estados Unidos, el municipio tiene una superficie total de 92.08 km², de la cual 89,48 km² corresponden a tierra firme y (2,82 %) 2,6 km² es agua.

## Demografía
Según el censo de 2010, había 39 personas residiendo en el municipio de Lake Town. La densidad de población era de 0,42 hab./km². De los 39 habitantes, el municipio de Lake Town estaba compuesto por el 97,44 % blancos y el 2,56 % eran de una mezcla de razas. Del total de la población el 0 % eran hispanos o latinos de cualquier raza.